# Triumph or Agony
Triumph or Agony är bandet Rhapsody of Fires sjätte album, utgivet 2006. Albumet är uppföljaren till Symphony of Enchanted Lands II: The Dark Secret och följer samma berättelse.
Skådespelaren Christopher Lee agerar berättare på skivan.

## Låtlista
1. "Dar Kunor" - 3:14
2. "Triumph or Agony" - 5:04
3. "Heart of the Darklands" - 4:11
4. "Old Age of Wonders" - 4:36
5. "The Myth of the Holy Sword" - 5:04
6. "Il Canto Del Vento" - 3:55
7. "Silent Dream" - 3:51
8. "Son of Pain" - 4:44
9. "The Mystic Prophecy of the Demon Knight" - 16:29
10. "Dark Reign of Fire" - 6:28
11. "Bloody Red Dungeons" - 5:12